# 不可推搪
不可推搪是一首香港粵語流行曲，歌曲改編自法國流行曲，由唐奕聰編曲、古倩敏填詞、黎明主唱，收錄於黎明的粵語錄音室專輯《夢幻古堡》，混音版本由C. Y. Kong編曲，收錄於黎明的迷你專輯《不可推搪》，兩張專輯分別於1993年末至1994年初由唱片公司寶麗金首次發行。

## 製作
〈不可推搪〉是一首Cha Cha節奏的快歌，改編自法國組合L'Affaire Louis Trio的作品〈Tout Mais Pas Ça〉，主要以電子樂器伴奏。這首歌的音樂短片或現場演出由林青峰設計及編排舞蹈，黎明穿上一件重量約三十磅的大衣及戴上左右不同框的墨鏡載歌載舞，而女舞蹈員則穿上以「蜘蛛女」為主題的全身黑色貼身衣伴舞。以下是這首歌的幕後製作人員名單：
- 電子樂器：唐奕聰
- 結他：Tommy Ho
- 和音：張偉文、天濛光（黎明）、陳美鳳、譚錫禧、李小梅

## 同名迷你專輯
《不可推搪》是一張圖案唱片，由陳永明監製，收錄了歌曲〈不可推搪〉的混音版本及3首黎明主唱的舊曲，以迷你專輯形式推出。
| 曲序     | 曲目              |          | 作曲        | 编曲       | 备注                                              | 时长  |
| -------- | ----------------- | -------- | ----------- | ---------- | ------------------------------------------------- | ----- |
| 1.       | 不可推搪（Remix） | 古倩敏   | Cleet Boris | C. Y. Kong | 改編自L'Affaire Louis' Trio的〈Tout mais pas ça〉 | 4:10  |
| 2.       | 如果這是情        | 向雪懷   | 玉置浩二    | 杜自持     | 改編自安全地帶的〈ともだち〉                      | 3:59  |
| 3.       | 但願不只是朋友    | 林振強   | 鈴木喜三郎  | 袁卓繁     | 改編自円広志的〈雪の降る人〉                      | 4:13  |
| 4.       | 兩心知            | 向雪懷   | Ryo Aska    | 盧東尼     | 改編自ASKA的〈はじまりはいつも雨〉                | 4:22  |
| 总时长： | 总时长：          | 总时长： | 总时长：    | 总时长：   | 总时长：                                          | 16:44 |

## 評論摘要
綜合各界的評論，〈不可推搪〉的曲風跟黎明以往主唱的歌曲有分別，而填詞人古倩敏所寫的歌詞亦跟她以往的作品風格不同。黎明認為這首歌在唱功方面跟早前推出的〈夏日燒着了〉有點相似，兩首都是輕快的歌曲，與其他歌曲有明顯不同，他認為改變歌路是新的嘗試，且認為身為藝人一定要不斷進步，而歌曲的音樂短片亦應有像樣的變化，不可墨守成規。

## 流行榜成績
以下是歌曲〈不可推搪〉在香港三大電子媒體音樂流行榜所的最佳成績：
- 香港商業電台 903專業推介：冠軍
- 香港電台中文歌曲龍虎榜：冠軍
- 電視廣播有限公司勁歌金榜：冠軍